# 카녜테 (칠레)
카녜테(스페인어: Cañete)는 칠레 비오비오주 아라우코 현의 코무나이다.